# Pholidota (alrend)
A Pholidota az emlősök (Mammalia) osztályának Laurasiatheria öregrendjébe, ezen belül a tobzoskák (Pholidota) rendjébe tartozó alrend.
A tobzoskák két alrendjéből, csak ennek vannak ma is élő leszármazottai.

## Rendszerezés
Az alrendbe az alábbi 1 alrendág, 1 öregcsalád, 3 család és 10-12 nem tartozik:
- Eupholidota Gaudin, Emry & Wible, 2009 — alrendág
  - †Eomanidae Storch, 2003
    - †Eomanis Storch, 1978 — egyesek szerint igazi tobzoskaféle[1]

- Manoidea — öregcsalád
  - tobzoskafélék (Manidae) Gray, 1821
    - Manis Linnaeus, 1758 — a négy ázsiai fajjal. Korábban az emlősrend egyetlen élő nemének vélték[2]
    - Phataginus Rafinesque, 1821 — két afrikai fajjal
    - Smutsia Gray, 1865 — két afrikai fajjal
    - †Eomanis Storch, 1978 — 2 fosszilis faj; egyes rendszerezések szerint az Eomanidae családba tartozik[3]
    - †Necromanis Filhol, 1893 — 2 fosszilis faj; egyes rendszerezések szerint bizonytalan helyzetű, azaz a saját családja még nincs megalkotva[4][5][6]

  - †Patriomanidae Szalay & Schrenk 1998 sensu Gaudin, Emry & Pogue, 2006
    - †Cryptomanis Gaudin, Emry & Pogue, 2006
    - †Patriomanis Emry, 1970

- Bizonytalan helyzetű nemek és fajok, vagyis még nincsenek családokba helyezve, vagy pedig nem is tobozoskák:
  - †Argyromanis patagonica Ameghino, 1904
  - †Orthoarthrus mixtus Ameghino, 1904
  - †Euromanis krebsi (Storch & Martin, 1994) — meglehet, hogy azonos az Eomanis krebsivel
  - †Eurotamandua Storch, 1981 — eddigi ismereteink szerint az Eurotamanduidae család egyetlen neme. Valószínűleg nem tobzoska; bár kinézete miatt egyesek annak tartják[7][8]

## Fordítás
- Ez a szócikk részben vagy egészben  a   Pangolin#Taxonomy című angol Wikipédia-szócikk ezen változatának fordításán alapul.  Az eredeti cikk szerkesztőit annak laptörténete sorolja fel. Ez a jelzés csupán a megfogalmazás eredetét és a szerzői jogokat jelzi, nem szolgál a cikkben szereplő információk forrásmegjelöléseként.